# Haley Bennett

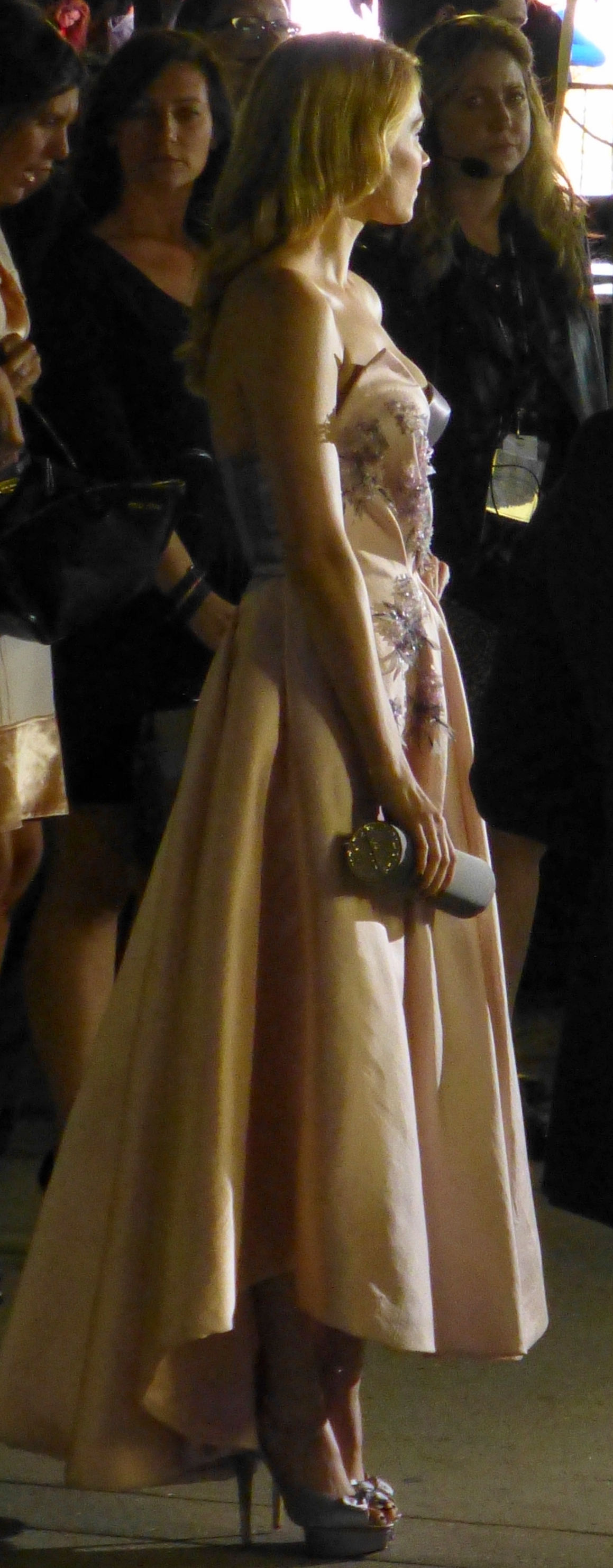
Haley Bennet (2014)

Haley Bennett (właśc. Haley Loraine Keeling, ur. 7 stycznia 1988 w Naples na Florydzie) – amerykańska piosenkarka oraz aktorka.

## Życie prywatne
Haley Bennet jest córką Leilani Dorsey Bennet oraz Ronalda Keelinga. W dzieciństwie przeniosła się wraz z ojcem do Stow w Ohio, gdzie uczęszczała do Stow-Munroe Falls High School, jednak nie ukończyła tej szkoły, gdyż z powrotem przeniosła się do Naples. Studiowała tu muzykę oraz aktorstwo w Barron Collier High School. Po ukończeniu szkoły przeniosła się wraz z matką do Los Angeles.

## Filmografia
| Rok  | Tytuł                                         | Rola              | Uwagi                      |
| ---- | --------------------------------------------- | ----------------- | -------------------------- |
| 2007 | Prosto w serce (Music and Lyrics)             | Cora Corman       |                            |
| 2008 | Studenci (College)                            | Kendall           |                            |
| 2008 | The Haunting of Molly Hartley                 | Molly Hartley     |                            |
| 2008 | Marley i ja (Marley & Me)                     | Lisa              |                            |
| 2009 | Passage                                       | Abby              | film krótkometrażowy       |
| 2009 | Strach (The Hole)                             | Julie Campbell    |                            |
| 2010 | Kaboom                                        | Stella            |                            |
| 2010 | Arcadia Lost                                  | Charlotte         |                            |
| 2012 | Outlaw Country                                | Annabel Lee       | niesprzedany pilot serialu |
| 2013 | Deep Powder                                   | Natasha           |                            |
| 2014 | After the Fall                                | Ruby              |                            |
| 2014 | Kristy                                        | Justine Wills     |                            |
| 2014 | Lost in the White City                        | Eva               |                            |
| 2014 | Bez litości (The Equalizer)                   | Mandy             |                            |
| 2015 | Hardcore Henry                                | Estelle           |                            |
| 2016 | Sposób na morderstwo (A Kind of Murder)       | Ellie Briess      |                            |
| 2016 | Siedmiu wspaniałych (The Magnificent Seven)   | Emma Cullen       |                            |
| 2016 | Dziewczyna z pociągu (The Girl on the Train)  | Megan Hipwell     |                            |
| 2016 | Zasady nie obowiązują (Rules Don't Apply)     | Mamie Murphy      |                            |
| 2017 | Chwała bohaterom (Thank You for Your Service) | Saskia Schumann   |                            |
| 2019 | Swallow                                       | Hunter            |                            |
| 2019 | Operacja Bracia (The Red Sea Diving Resort)   | Rachel Reiter     |                            |
| 2020 | Diabeł wcielony (The Devil All the Time)      | Charlotte Russell |                            |
| 2020 | Elegia dla bidoków (Hillbilly Elegy)          | Lindsay           |                            |
| 2021 | Cyrano                                        | Roxanne           |                            |
| 2022 | Till                                          | Carolyn Bryant    |                            |
| 2022 | Ona jest miłością (She Is Love)               | Patricia          |                            |
| 2023 | Magazine Dreams                               | Jessie            |                            |